# Municipio de White Eagle
El municipio de White Eagle (en inglés: White Eagle Township) es un municipio ubicado en el condado de Conway en el estado estadounidense de Arkansas. En el año 2010 tenía una población de 50 habitantes y una densidad poblacional de 1,61 personas por km².

## Geografía
El municipio de White Eagle se encuentra ubicado en las coordenadas 35°6′16″N 92°56′29″O / 35.10444, -92.94139. Según la Oficina del Censo de los Estados Unidos, el municipio tiene una superficie total de 31.1 km², de la cual 31,06 km² corresponden a tierra firme y (0,12 %) 0,04 km² es agua.

## Demografía
Según el censo de 2010, había 50 personas residiendo en el municipio de White Eagle. La densidad de población era de 1,61 hab./km². De los 50 habitantes, el municipio de White Eagle estaba compuesto por el 98 % blancos, el 2 % eran amerindios. Del total de la población el 0 % eran hispanos o latinos de cualquier raza.